# 奥布河畔诺让
奧布河畔诺让（法語：Nogent-sur-Aube，法語發音：[nɔʒɑ̃ syʁ ob]）是法国奥布省的一个市镇，位于该省北部，属于特鲁瓦区。

## 地理
奥布河畔诺让（48°29'39"N, 4°18'31"E）面积16.03 平方千米，位于法国大東部大區奥布省，该省份为法国中北部省份，北起马恩省，西接塞纳-马恩省，西南至约讷省，东南至科多尔省，东临上马恩省。
与奥布河畔诺让接壤的市镇（或旧市镇、城区）包括：阿旺莱拉姆吕、绍德雷、科克卢瓦、多马坦勒科克、梅尼勒莱特尔、莫朗贝尔、拉姆吕。

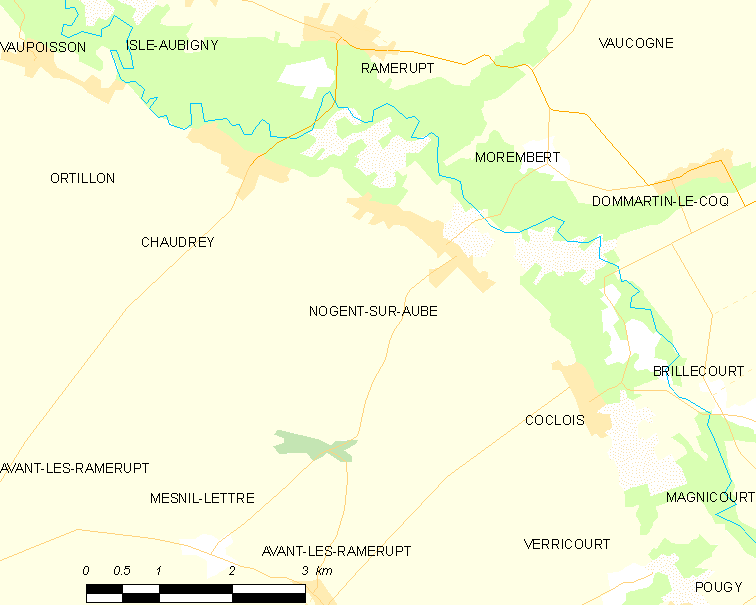
奥布河畔诺让的OSM定位图

奥布河畔诺让的时区为UTC+01:00、UTC+02:00（夏令时）。

## 行政
奥布河畔诺让的邮政编码为10240，INSEE市镇编码为10267。

## 政治
奥布河畔诺让所属的省级选区为奥布河畔阿尔西县。

## 人口

1962-2008年间奥布河畔诺让人口变化图示

奥布河畔诺让于2022年1月1日时的人口数量为311人。